# Мерк (компания)
„Мерк“ (на немски: Merck KGaA, транскрипция: Мерк-Ка-Ге-а-А) е немска фармацевтична транснационална компания за наука и технологии. Управлението ѝ се намира в Дармщадт, провинция Хесен, Германия. Има клонове и подразделения в целия свят.

## История
Основана е през 1668 г. от Фридрих Якоб Мерк.
От 1995 г. фирмата е акционерно дружество, в което членовете на семейството на основателите притежават 74% от акциите, а останалите 26% от тях имат други собственици.
Днес за „Мерк“ работят повече от 60 000 души в целия свят.

## Merck & Co., Inc.
През 1891 г. „Мерк“ основава свой клон в САЩ под името Merck Sharp & Dohme, известен още като MSD. Той е конфискуван от правителството на САЩ през 1917 г., както и много други фирми, като наказателна мярка срещу Германия за участието ѝ в Първата световна война. От 1917 г. Merck & Co., Inc. е самостоятелна американска фармацевтична и химическа компания.

## Мерк България ЕАД
Официалният търговски представител на „Мерк“ за България е Мерк България ЕАД.